# Pierre Thilloy
Pierre Thilloy (* 30. September 1970 in Nancy) ist ein französischer Komponist.

## Leben und Wirken
Thilloy studierte ab 1990 Komposition am Konservatorium von Nancy bei Jean-Pierre Rivière und Noël Lancien und setzte seine Ausbildung bei Alexander Müllenbach am Konservatorium von Luxemburg und am Mozarteum in Salzburg fort. Bei Mario di Bonnaventura studierte er Musikästhetik des 20. Jahrhunderts.
Er war Preisträger des Concours Général en Musique 1990, gewann 1998 den zweiten Preis beim Internationalen Olivier-Messiaen-Wettbewerb, 2005 die Silbermedaille der Société Académique des Arts, Sciences et Lettres und 2009 den Grand Prix des Arts der Académie Ausone.
Von 2003 bis 2005 lebte er auf Einladung der französischen Botschaft in Baku, wo zahlreiche seiner Werke aufgeführt wurden und er Meisterklassen in Komposition gab. Er ist künstlerischer Direktor der Éditions Musicales de La Salamandre und des Festivals La Nuit des Musiciens in Paris und seit 2006 Professor für Komposition und Orchestration am Konservatorium von Nancy.
Thilloys Werkverzeichnis umfasst mehr als 150 Kompositionen, darunter sinfonische Werke, Chor- und Kammermusik und eine Kinderoper.